# 奧地利執法機構
奧地利的執法機構是由隸屬於內政部的公共安全總局負責，位於維也納。現由超過20000名員警服勤於全國1000多個警局。在湖泊及河流水警擁有70多艘船艦。

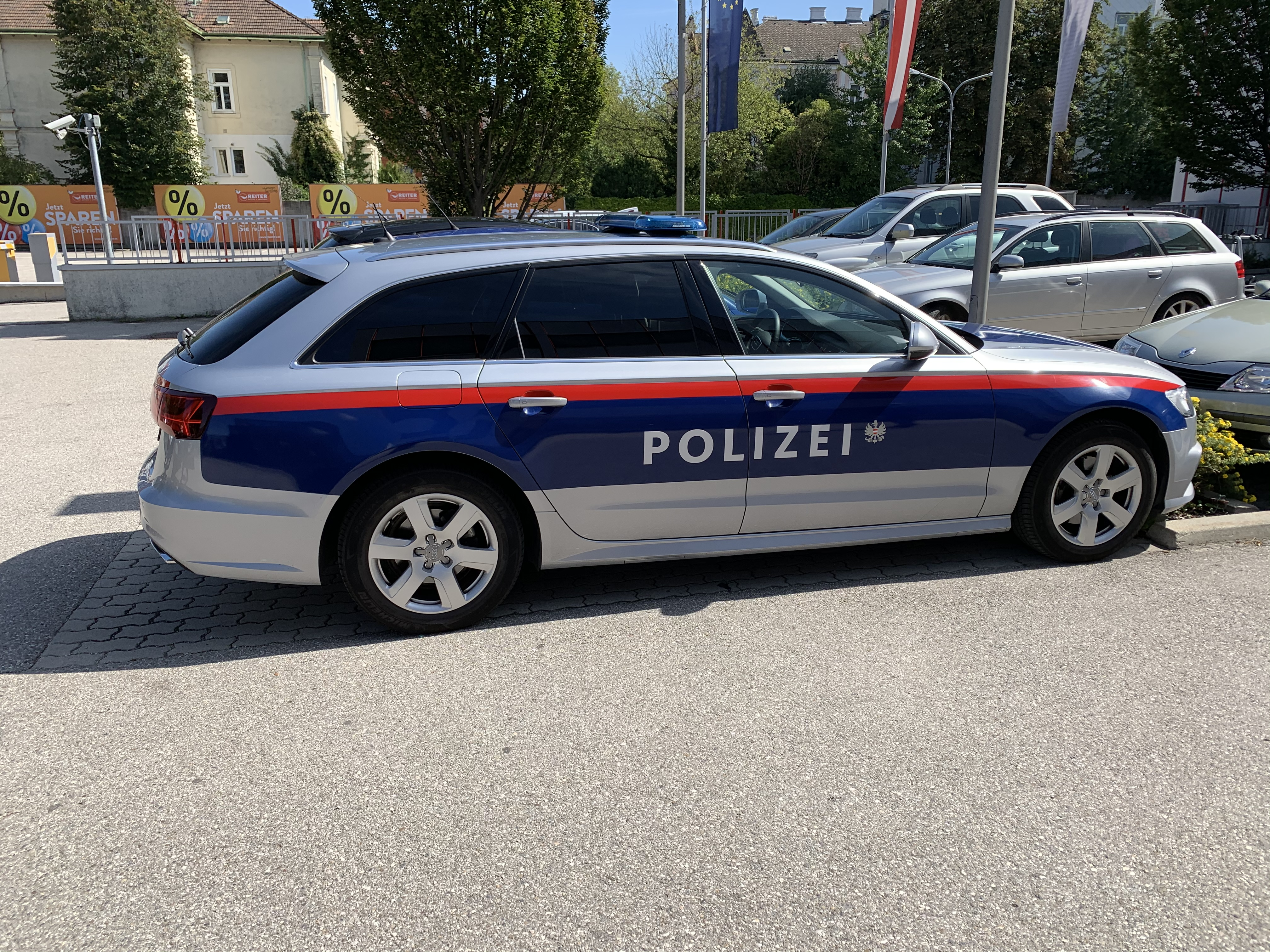
一輛奧地利警車

電話號碼059133可接通奧地利任何一處距離您最近的警局，緊急電話為133。

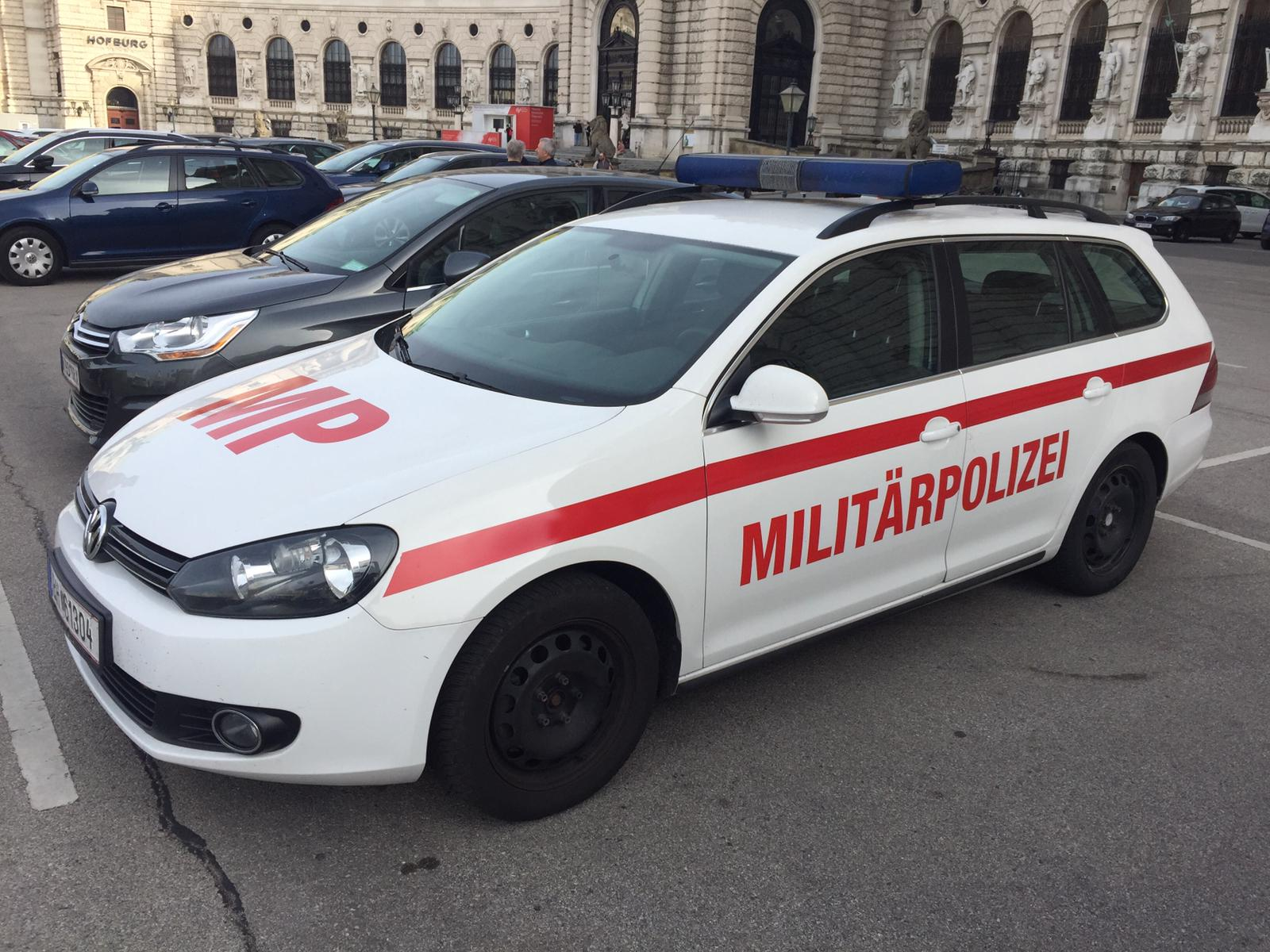
Standard patrol vehicle of the military police

## 外部連結
- （德語） Bundeskriminalamt （页面存档备份，存于）
- （德語） Polizei